# Trans Viking Icebreaking & Offshore
Trans Viking Icebreaking & Offshore è una compagnia di navigazione specializzata nelle navi rompighiaccio. È una joint venture tra Viking Supply Ships e Rederi Transatlantic. La società gestisce tre rompighiaccio su contratto con l'Amministrazione marittima svedese per rompere il ghiaccio nel Mar Baltico da gennaio a marzo. La gestione commerciale è curata da VSS mentre Transatlantic è responsabile della gestione tecnica.
La società venne creata nel 1998 e stipulò anche un contratto per quattro navi di rifornimento e rimorchiatori per la movimentazione dell'ancora per la consegna da Astilleros Zamakona durante il 2009-11. L'azienda ha sede a Kristiansand, in Norvegia.